# Suzanne Cryer
Suzanne Cryer (Rochester, 13 de janeiro de 1967) é uma atriz estadunidense, conhecida principalmente por seu trabalho como Ashley em Two Guys and a Girl. A atriz é formada em literatura pela Universidade de Yale.

## Filmografia

### Televisão
- 2024  Percy Jackson and the Olympians como Equidna[1]

- 2008 The Starter Wife como Jolie Driver
- 2008 Without a Trace como Kathy Reed
- 2008 Women's Murder Club como Mia Spalding
- 2007 Criminal Minds como Susan Jacobs
- 2007 Veronica Mars como  Grace Schaffer
- 2007 Grey's Anatomy como Caroline Klein
- 2007 Desperate Housewives como Lynn
- 2006 Shark como Andrea Crosby
- 2006 CSI: Miami como Julie Wells
- 2006 The PTA como Martyr
- 2005 Out of Practice como Janice
- 2005 Inconceivable como Annie Hillman
- 2005 ER como Toni Stillman
- 2005 The King of Queens como Marcy Berger
- 2003 I'm with Her como Molly
- 2002 Frasier como Denise
- 2002 The Drew Carey Show como Karen
- 1999 Two Guys and a Girl como Ashley Walker
- 1998 Wilbur Falls como Katherine Deveraux
- 1997 Seinfeld como Marcy
- 1996 Caroline in the City como Rachel
- 1995 New York News como Lorraine
- 1992 Law & Order como Sandy

### Cinema
- 2007 The Happiest Day of His Life como Cynthia
- 1999 Friends & Lovers como Jane McCarthy
- 1997 Wag the Dog como Amy Cain